# N'ayez pas peur - il est végétarien
 (juin 2012).
Si vous disposez d'ouvrages ou d'articles de référence ou si vous connaissez des sites web de qualité traitant du thème abordé ici, merci de compléter l'article en donnant les références utiles à sa vérifiabilité et en les liant à la section « Notes et références ».
N'ayez pas peur - il est végétarien (en allemand, Nur keine Angst - Er ist Vegetarier) est un photomontage de Helmut Herzfeld, aussi appelé John Heartfield (dès 1916). Celui-ci est un artiste allemand né en 1891 à Berlin, et mort en 1968.
Il s'agit d'une œuvre engagée de « contre propagande nazie » publiée en mai 1936 dans le Arbeiter Illustrierte Zeitung souvent abrégé en AIZ (en allemand : « Journal illustré des travailleurs »).

## Description
Ce photomontage est en noir et blanc. Le noir et blanc créent une cohérence, une unité et ainsi qu'un effet de réalisme. En revanche l'artiste a fait le choix de venir détruire cet effet réaliste, en introduisant la tête d'Hitler de façon extrêmement maladroite.
À droite du photomontage, on voit Adolf Hitler aiguiser un couteau. Il porte un tablier couvert de sang où sont inscrites ses initiales « A. H. ». Il a un tatouage représentant la croix gammée sur sa main gauche. 
Devant lui, il y a un coq dressé sur une table. Affublé du bonnet phrygien et de la cocarde tricolore, le coq gaulois représente le peuple français.
Dans la première version, on voit Pierre Laval, député du Parti républicain, radical et radical-socialiste et alors ministre français des affaires étrangères s'adresser au coq. La légende en dessous du photomontage rapporte les propos de Georges Bonnet au coq : « N’ayez pas peur, il est végétarien ! ».

## Interprétations
Le tablier plein de sang représente la première Guerre mondiale, et ses conséquences, ainsi que d'autres violences tel que l'autodafé du 10 mai 1933,.
Le coq, lui, symbolise la France, du fait qu'il porte le fameux bonnet phrygien, mais il ne s'aperçoit pas du danger, il est impassible, et ne voit rien.
Le boucher, lui, aiguise ses couteaux. 
Sur la main d'Hitler, une croix gammée, symbolisant le nazisme.
Cette œuvre a été créée entre-deux-guerres, et ce que Heartfield veut nous faire comprendre c'est qu'Hitler est en train de préparer une nouvelle guerre dans le dos de la France qui ne voit rien venir. 
Ce photomontage veut nous faire voir la réalité en face, nous montrant ce qu'est Hitler derrière les affiches de propagandes et les discours.